# Catherine (Vorname)
Catherine ist ein französischer und englischer weiblicher Vorname.

## Herkunft und Bedeutung
Catherine ist die französische Entsprechung zu deutsch Katharina – Näheres siehe dort.

## Varianten
Der Name zeigt die für das Französische typische Doppelnamen-Bildung, dazu gehören:
- Catherine-Charlotte
- Catherine-Dominique
- Marguerite-Catherine
- Marie-Catherine
- Louise-Catherine

## Bekannte Namensträgerinnen

### A
- Catherine d’Alençon (vor 1396 – 1462), zweite Ehefrau Herzog Ludwigs VII. von Bayern-Ingolstadt
- Catherine Allégret (* 1946), französische Schauspielerin
- Catherine Alric (* 1954), französische Schauspielerin
- Catherine d’Amboise (1482–1549), französische Dichterin und Mäzenin
- Catherine Asaro (* 1955), US-amerikanische Science-Fiction- und Fantasy-Autorin
- Catherine Ashton, Baroness Ashton of Upholland (* 1956), britische Politikerin der Labour Party

### B
- Catherine Bach (* 1954), US-amerikanische Schauspielerin
- Catherine Henriette de Balzac d’Entragues (1579–1633), Geliebte von Heinrich IV.
- Catherine Barton (1679–1739), Isaac Newtons Halbnichte
- Catherine Belkhodja (* 1955), französische Schauspielerin und Regisseurin
- Catherine Bell (* 1968), US-amerikanische Schauspielerin
- Catherine Bellier (1614–1689), Mätresse des französischen Königs Ludwig XIV.
- Catherine Éléonore Bénard (1740–1769), Mätresse des französischen Königs Ludwig XV.
- Catherine Ann Berger (* 1965), Schweizer Filmdramaturgin und Filmkritikerin
- Catherine Bernard (1662–1712), französische Schriftstellerin und Dramatikerin
- Catherine Bernstein (* 1964), französische Dokumentarfilmerin
- Catherine Bode (* 1974), deutsche Schauspielerin
- Catherine Booth (1829–1890), Frau von William Booth
- Catherine Borghi (* 1976), Schweizer Skirennfahrerin
- Catherine de Bourbon (1559–1604), Schwester des französischen Königs Heinrich IV.
- Catherine Ashmore Bradley (* 2007), US-amerikanische Schauspielerin
- Catherine Bréchignac (* 1946), französische Physikerin
- Catherine Breillat (* 1948), Schriftstellerin, Filmemacherin, Schauspielerin und Professorin
- Catherine de Brignole-Sale (1737–1813), Fürstin von Monaco und Condé
- Catherine Wolfe Bruce (1816–1900), US-amerikanische Philanthropin und Förderin der Astronomie
- Catherine Burns (1945–2019), US-amerikanische Schauspielerin
- Catherine Lloyd Burns (* 1961), US-amerikanische Schauspielerin

- Catherine Bush (* 1958), britische Musikerin, Regisseurin und Schauspielerin, bekannt geworden unter dem Künstlernamen Kate Bush

- Catherine Bush (* 1961), kanadische Schriftstellerin
- Catherine Byrne (1896/97–1994), irische Politikerin
- Catherine Byrne (* 1956), irische Politikerin

### C
- Catherine Carey (1526–1568), Lady of the Bedchamber der englischen Königin Elisabeth I.
- Catherine Carr (* 1954), US-amerikanische Schwimmerin
- Catherine Clément (* 1939), französische Schriftstellerin, Feministin, Philosophin und Psychologin
- Catherine de Clèves, duchesse de Guise (1548–1633), Gräfin von Eu und Herzogin von Guise
- Catherine Clinton (* 1952), britische Historikerin
- Catherine Grace Coleman (* 1960), US-amerikanische Astronautin
- Catherine Colonna (* 1956), französische Politikerin und Diplomatin
- Catherine de Courtenay (um 1275–1307/1308), ab 1283 Titularkaiserin von Konstantinopel
- Catherine Crook de Camp (1907–2000), US-amerikanische Schriftstellerin

### D
- Catherine David (* 1954), französische Kunsthistorikerin und Ausstellungskuratorin
- Catherine Deneuve (* 1943), französische Schauspielerin
- Catherine Destivelle (* 1960), französische Alpinistin
- Catherine Josephine Duchesnois (1777–1835), französische Schauspielerin und Geliebte von Napoleon
- Catherine Durand (Musikerin) (* 1971), franko-kanadische Sängerin und Musikerin

### E
- Catherine Eddowes (1842–1888), viertes Opfer von „Jack the Ripper“

### F
- Catherine Filene Shouse (1896–1994), US-amerikanische Schriftstellerin, Frauenrechtlerin und Kunstmäzen
- Catherine Flemming (* 1967), deutsche Filmschauspielerin
- Catherine Fleury-Vachon (1966), französische Judoka
- Catherine Frarier (* 1959), französische Freestyle-Skierin
- Catherine Frot (* 1956), französische Theater- und Filmschauspielerin

### G
- Catherine Gayer (* 1937), US-amerikanische Sopranistin
- Catherine Gore (1799–1861), englische Schriftstellerin
- Catherine Grandison (um 1304 – 1349), Mätresse des englischen Königs Eduard III.
- Catherine Grey (1540–1568), Schwester von Königin Jane Grey

### H
- Catherine Hadro, US-amerikanische Moderatorin und Journalistin
- Catherine Hardwicke (* 1955), US-amerikanische Szenenbildnerin, Filmregisseurin und Drehbuchautorin
- Catherine Hardy (1930–2017), US-amerikanische Leichtathletin und Olympiasiegerin
- Catherine Hessling (1900–1979), französische Schauspielerin
- Catherine Hicks (* 1951), US-amerikanische Filmschauspielerin
- Catherine Hiegel (* 1946), französische Schauspielerin
- Catherine Howard (zwischen 1521 und 1525 – 1542), fünfte Ehefrau des englischen Königs Heinrich VIII.

### J
- Catherine Johnson (* 1957), britische Autorin
- Catherine Jourdan (1948–2011), französische Schauspielerin

### K
- Catherine Kang (* 1987), zentralafrikanische Taekwondoin
- Catherine Keener (* 1959), US-amerikanische Schauspielerin
- Catherine Keipes (* 1985), luxemburgische Fußballnationalspielerin
- Catherine Kellner (* 1970), US-amerikanische Schauspielerin und Filmproduzentin
- Catherine Kirui (* 1976), kenianische Langstreckenläuferin
- Catherine Kousmine (1904–1992), Schweizer Ärztin

### L
- Catherine Lara (* 1945), französische Künstlerin
- Catherine Labouré (1806–1876), Ordensfrau und Zeugin einer Marienerscheinung
- Catherine Lefèbvre (1753–1835), Herzogin von Danzig
- Catherine Lombard (1965–1994), französische Freestyle-Skierin

### M
- Catherine Mabillard (* 1964), schweizerische Skibergsteigerin
- Catherine Macaulay (1731–1791), englische Historikerin, Frauenrechtlerin und Schriftstellerin
- Catherine Malfitano (* 1948), US-amerikanische Sopranistin
- Catherine McClements (* 1965), australische Schauspielerin
- Catherine McCammon, US-amerikanische Geochemikerin
- Catherine McCormack (* 1972), britische Schauspielerin
- Catherine Mégret (* 1958), französische Politikerin
- Catherine Millet (* 1948), Expertin für Moderne Kunst und Chefredakteurin des Magazins Art Press
- Catherine Monvoisin (um 1640–1680), französische Giftmischerin und Serienmörderin
- Catherine Lucile Moore (1911–1987), Science-Fiction- und Fantasy-Autorin
- Catherine Mountbatten-Windsor (* 1982), Princess of Wales, siehe Catherine, Princess of Wales
- Catherine Mühlemann (* 1966), Medienmanagerin

### N
- Catherine Namugala (* 1966), Politikerin in Sambia
- Catherine Ndereba (* 1972), kenianische Langstreckenläuferin

### O
- Catherine O’Hara (* 1954), US-amerikanische Schauspielerin und Drehbuchautorin
- Catherine Opie (* 1961), US-amerikanische Künstlerin
- Catherine Oxenberg (* 1961), US-amerikanische Schauspielerin

### P
- Catherine Pakenham (1773–1831), Ehefrau des 1. Herzogs von Wellington
- Catherine Parr (1512–1548), sechste und letzte Gattin König Heinrichs VIII.
- Catherine Plewinski (* 1968), französische Schwimmerin
- Catherine Kit Pongetti (* 1970), US-amerikanische Schauspielerin

### Q
- Catherine Quittet (* 1964), französische Skirennläuferin

### R
- Catherine Raney (* 1980), US-amerikanische Eisschnellläuferin
- Catherine Ribeiro (1941–2024), französische Chanson- und Folkrock-Sängerin
- Catherine Ringer (* 1957), französische Schauspielerin, Tänzerin und Singer-Songwriterin
- Catherine Robbe-Grillet (* 1930), französische Schriftstellerin, Filmschauspielerin und Fotografin
- Catherine Rouvel (* 1939), französische Schauspielerin

### S
- Catherine Schell (* 1944), ungarische Schauspielerin
- Catherine Amy Dawson Scott (1865–1934), englische Schriftstellerin und Gründungsmitglied des Internationalen P.E.N.-Clubs in London
- Catherine Sedley, Countess of Dorchester (1657–1717), Mätresse von König Jakob II. von England
- Catherine Ségurane, Volksheldin der südfranzösischen Stadt Nizza
- Catherine Seville (1963–2016), britische Rechtswissenschaftlerin
- Catherine Slater (* 1996), bekannt als Slayyyter, US-amerikanische Singer-Songwriterin
- Catherine Spaak (1945–2022), belgisch-italienische Schauspielerin und Journalistin
- Catherine Mary Stewart (* 1959), kanadische Schauspielerin
- Catherine Stihler (* 1973), britische Europaabgeordnete im Europäischen Parlament
- Catherine Storr (1913–2001), englische Kinderbuchautorin
- Catherine Swynford (um 1350 – 1403), Mätresse und spätere Ehefrau von John of Gaunt

### T
- Catherine Taylor (* 1989), britische Orientierungsläuferin
- Catherine Trautmann (* 1951), französische Politikerin und Mitglied des Europäischen Parlaments

### V
- Catherine de Valois (1401–1437), Königin von England
- Catherine de Valois-Courtenay (1301–1346), ab 1308 Titularkaiserin von Konstantinopel
- Catherine de Vivonne, Marquise de Rambouillet (1588–1665), Inhaberin eines literarischen Salons in Paris
- Catherine Vogel (* 1981), deutsche Fernseh- und Radiomoderatorin

### Z
- Catherine Zeta-Jones (* 1969), britische Schauspielerin